# Lygodactylus conraui
Lygodactylus conraui is een hagedissensoort die behoort tot de gekko's en de familie Gekkonidae.

## Naam en indeling
De wetenschappelijke naam van de soort werd voor het eerst voorgesteld door Gustav Tornier in 1902. Hij noemde de soort naar Gustav Conrau, die een koloniaal koopman en onderzoeker was in de Duitse kolonie Kameroen, waar hij eind 1899 stierf. Volgens de toenmalige Duitse gouverneur van Kameroen was Conrau door inboorlingen vermoord. De typesoort werd aangetroffen in Bipindi in het zuiden van Kameroen en op Bioko.

## Verspreiding en habitat
De soort komt voor in delen van Afrika en leeft in de landen Kameroen, Equatoriaal-Guinea, Ivoorkust, Ghana, Togo, Benin, Gabon, Liberia en Sierra Leone. De habitat bestaat uit vochtige tropische en subtropische laaglandbossen. Ook in door de mens aangepaste streken zoals plantages en landelijke tuinen kan de hagedis worden gevonden. De soort is aangetroffen van zeeniveau tot op een hoogte van ongeveer 1000 meter boven zeeniveau.

## Beschermingsstatus
Door de internationale natuurbeschermingsorganisatie IUCN is de beschermingsstatus 'veilig' toegewezen (Least Concern of LC).